# Гобдунтау
Гобдунта́у, Губдунтау (узб. G‘ubdintog‘/Ғубдинтоғ; Habduntog‘/Ҳабдунтоғ) — горный хребет на границе Джизакской и Самаркандской области Узбекистана, южная цепь в составе Нуратинских гор.

## Описание
Горная цепь Гобдунтау вытянута с запада на восток (с небольшим уклоном к югу) более чем на 30 км. С севера она отделена от остальных хребтов Нуратинских гор Койташской впадиной, с юга ограничена долиной Зеравшана. Наивысшая точка (не имеет названия) расположена на высоте 1672,8 м, средняя высота составляет 700—1000 м. По гребню хребта проведена граница Самаркандской и Джизакской областей.

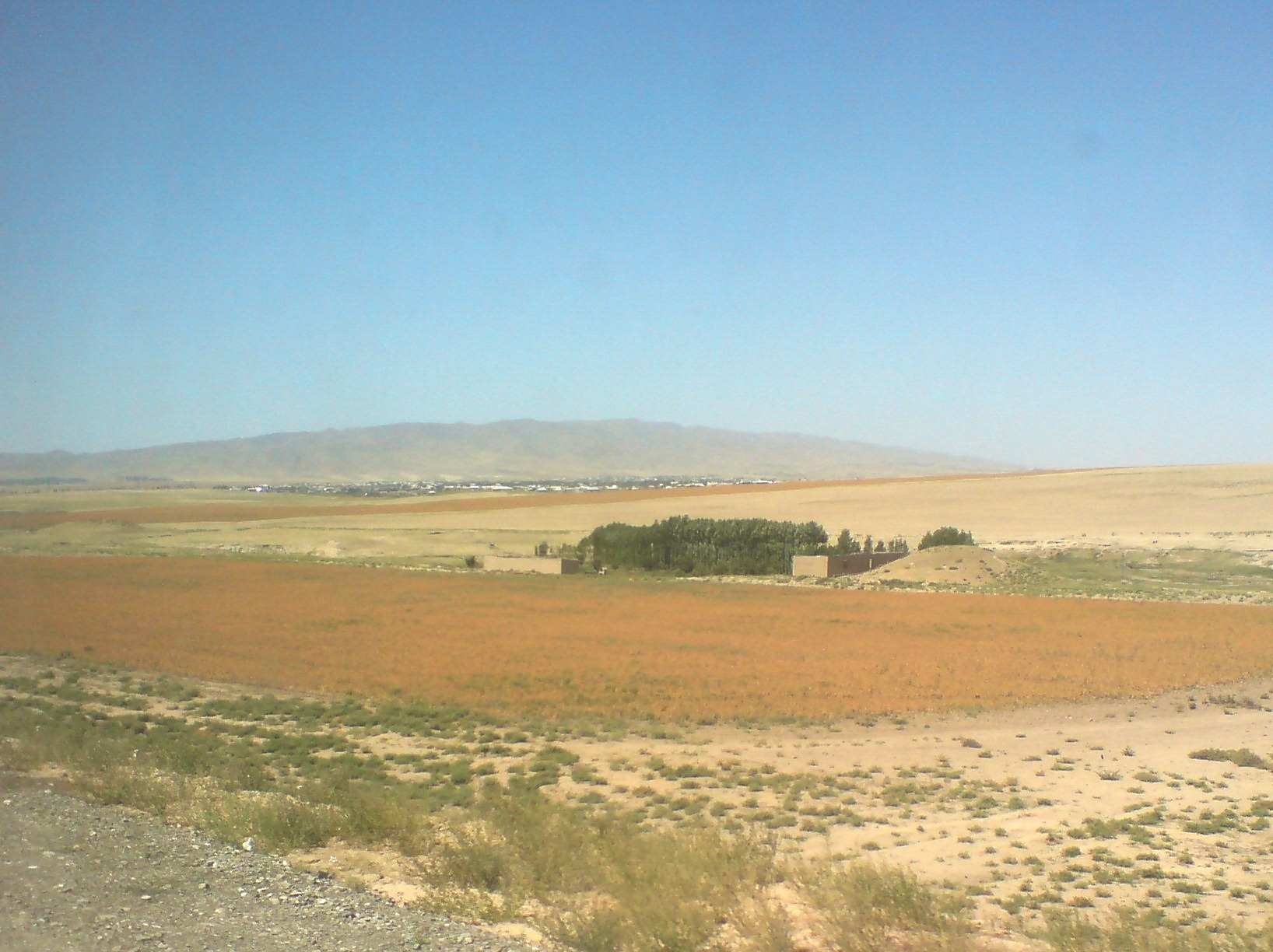
Хребет Гобдунтау (на горизонте), вид с востока

Горы сложены палеозойскими сланцами, песчаниками и известняками, образующими антиклинальную структуру. Склоны изрезаны большим количеством саев, сухих русел и оврагов. 
Климат континентальный, сухой. Зима сравнительно холодная, средняя температура января составляет —2 °C; лето жаркое, средняя температура июля равна 20—25 °C. Среднегодовое количество осадков — 500 мм.

## Хозяйственное использование
Земли у подножия и в низкогорье Гобдунтау используются под богарное земледелие и в качестве летних пастбищ. На склонах хребта расположено множество овцетоварных ферм. В восточной части гор разрабатывается Марджанбулакское месторождение золота.